# П'ястівський канал
53°50′02″ пн. ш. 14°18′11″ сх. д. / 53.834° пн. ш. 14.303° сх. д.
П'ястівський канал (нім. Kaiserfahrt, пол. Kanał Piastowski) — судноплавний канал, що сполучає Щецинську лагуну в гирлі річки Одер з Балтійським морем через річку Свіна. 
Східну частину Свіни канал оминає, забезпечуючи зручніше сполучення з півдня на північ для великих кораблів з Балтики, щоб легше дістатися до промислового міста Щецин.

## Історія
Канал завдовжки приблизно 12 км і глибиною десять метрів був проритий за часів Німецької імперії в 1874 — 1880 роках, під час правління кайзера Вільгельма I. 
Таким чином, він був названий не на честь його онука кайзера Вільгельма II (правління  1888–1918), який був відомий своїм інтересом до мореплавства та бойових кораблів. 
Початково іменовано як нім. Kaiserfahrt, або «Імператорський шлях», канал, дозволяв кораблям рухатись в обхід Свіни, що була дуже складною для навігації. Отримана перевага для судноплавства між Балтійським морем і лагуною позначилася на зростання порту Шецин і занепад порту Свіноуйсьце, тому що тепер океанські кораблі могли плавати аж до Шецина. 
Іншим побічним ефектом було те, що східна частина острова Узедом була відрізана, утворившись острів, який був названий на честь його найбільшого села, Касебург. 
З іншого боку, залізнична лінія, відкрита в 1875 році з Берліна до Свінемюнде через міст біля Карніна (підірваний в 1945 році), допомогла популяризувати Свінемюнде та сусідні села як морські курорти.
Після Другої світової війни територія стала частиною Польщі відповідно до змін кордону, проголошених на Потсдамській конференції, канал було перейменовано відповідно до середньовічної історії Польщі часів династії П’ястів — династія П’ястів була першою польською королівською династією. 

У 2002—2004 роках було проведено масштабну реконструкцію каналу